# Мирза Казар
Мирза Казар (азер. Mirzə Xəzər; Геокчај, 29. новембар 1947 – 31. јануар 2020) био је истакнути азербејџански писац, политички аналитичар, водитељ, издавач.

## Биографија
Од 1975. до 1984. године, на захтев стокхолмског Института за превод Библије, Мирза Казар је превео Библију на азерски језик. Од 1976. до 2003. године, Мирза Казар је радио на Радију слободна Европа (Radio Free Europe/Radio Liberty) и Глас Америке (Voice of America) као главни и одговорни уредник вести на азерском језику. Тренутно ради као издавач онлајн дневног листа “Глас Мирзе Казара” на три језика: азерски, енглески и руски.
Преминуо је у Немачкој 31. јануара 2020. године.